# خانة شاة (مقاطعة اشتهارد)
خانة شاة (بالإنجليزية: Mazraeh-ye Mutur Khaneh Shah Bakhti)‏ هي مستوطنة تقع في قسم بلنغ آباد الريفي (مقاطعة اشتهارد) في إيران. يقدر عدد سكانها بـ 41 نسمة .